# Хатты (Звёздные войны)

Джабба Десилиджик Тиуре

Ха́тты — вымышленный инопланетный народ из вселенной Звёздных войн. Это червеподобные брюхоногие существа, обитающие на планете Нал Хатта и её спутнике Нар Шаддаа. Хаттов отличают маленькие короткие руки, широкий рот и огромные глаза. Весом превышают 2 тонны, имеют длинный хвост, начинающийся от середины грудной клетки. Хатты достигают в длину 10 метров (особо крупные особи), а в среднем хатт вырастает до 3-4 метров. Процесс метаболизма у них очень медленный, в результате этого большинство хаттов толсты и неуклюжи, хотя на Нал Хатта и устраиваются забеги на скорость. Большинство хаттов — руководители гангстерских организаций, самые, пожалуй, известные из них — Джабба Десилиджик Тиуре, Зиро Десилиджик Тиуре, Гардулла Бесадии Старшая и Дурга Хатт. Они контролировали гигантскую космическую империю в Пространстве Хаттов. Раса хаттов произошла с планеты Варл, но затем перебралась на Нал Хатту. Многие из хаттов были криминальными баронами. Известные своей жестокостью и успехами в преступном мире, они промышляли мошенничеством, контрабандой, убийствами, грабежами, нарко- и работорговлей, а также пользовались услугами наёмников, таких как Боба Фетт, и контрабандистов, таких как Хан Соло. Поэтому в мире хаттов существовала жесточайшая кровавая конкуренция. Некоторые из них имели столько власти и могущества, что держали под контролем целые планеты.

## Физиология и внешний вид
Взрослые хатты представляют собой тучных существ с общим весом тела около одной тонны. Можно догадаться, что они в основном ведут полусидячий образ жизни, лениво отдыхая целыми днями. Бо́льшая часть веса хаттов приходилась на разбухший живот и толстый, как у слизня, хвост, что лишь дополняло их образ коррупционеров. В хаттском обществе тучность была признаком власти и высокого статуса, в то время как худые хатты считались беспомощными, слабыми и бесполезными.
На самом деле толстое с виду тело хатта скрывает под рыхлой кожей сильную мускулатуру, позволяющую при необходимости передвигаться с необычной скоростью на одной мышечной «ноге», формировавшейся совместно их животом и хвостом. Толстая, вечно потеющая кожа, а также толстый слой жира под ней играют чрезвычайно важную роль, регулируя температуру тела. Удивительно, но кожный покров хатта достаточно крепок: он выдерживает несколько выстрелов из бластера до того, как будут затронуты жизненно важные органы. Это давало хаттам возможность разобраться с наёмными убийцами, оказавшимися неподготовленными к такого рода препятствиям. Также хатты имеют иммунитет ко многим ядам и другим легальным химическим препаратам. Своим массивным хвостом они легко могут оглушить и даже убить противника.
Помимо этого, у хаттов довольно сильное сопротивление к обману разума через Силу благодаря природному иммунитету. Хатты могут видеть в ультрафиолетовом свете и других спектрах, невидимых для человеческого глаза. Часто богатые хатты подсвечивали свои дворцы излучением таких спектров, давая злоумышленникам ложное чувство скрытности.
Хаттам не хватает своего собственного костного скелета, но специальная внешняя «мантия» помогает им управлять руками и головой. Они умеют зажимать свои ноздри и задерживать дыхание на необычно долгое время. Хатты всеядны; будучи способными надувать свои челюсти и приспосабливать рот для потребления пищи, хатты заталкивают еду себе в глотку с помощью мускулистого языка, где находится специальный измельчающий орган. Некоторые источники сравнивают такой способ поглощения пищи с использованием моллюсками тёрки-радулы.
Возможно, наиболее отличительным признаком хаттов является их способность к восстановлению раненых частей тела. Примерно в 31 ДБЯ хатт Гаргонн потерял половину своей головы, включая глаз и часть мозга, в результате атаки вандреллы. По расчётам, на полное восстановление утерянных органов ему потребовалось около столетия. Неизвестно, отразилось ли как-то на его сознании восстановление утерянной части мозга.
Способность к регенерации также, возможно, связана с тем, что до своей смерти в 4 ПБЯ Джабба Десилиджик Тиуре имел на руке два обычных и один противопоставленный палец вместо трёх обычных пальцев, присущих хаттам. Возможно, это просто побочный эффект процесса старения, но достоверной информации об этом анатомическом исключении нет.
Хатты были известны тем, что у каждого из них был отличный от другого цвет кожи: у Джаббы Хатта кожа была зелёного маслянистого цвета, у Дурги — оранжевого, у Борво Хатта — голубого.
Термины «брюхоногий», «нога» и «регенерация» дают нам представление о существах со слизнеподобными физиологией и анатомией. Но бо́льшая часть приведённой информации взята из «Каталога разумной жизни в Галактике», созданного сентиентологом Обо Рином, работавшим на Империю. Поэтому не исключена возможность, что некоторая часть приведённых данных является продуктом имперской пропаганды.

### Размножение
Идиот! Глупый человек! Ты что, не видишь, что господин Джилиак теперь госпожа? Она ждёт ребёнка! В её деликатном состоянии она не должна волноваться, но для клана Десилиджик долг и обязанности — превыше всего!Джабба Хатт — Хану Соло, «Гамбит Хаттов»
Хатты — гермафродиты, поэтому их пол определяется скорее желанием самого хатта. Обычно хатты, ухаживающие за детьми, считаются особями женского пола, но хатт волен сам решать, соглашаться ли ему/ей с этим или нет. Для примера, хатт Джилиак по собственному решению стал женского пола после того, как забеременел, а хатты Попара и Зорба считали себя мужчинами даже после того, как у них родились дети.
Эмбрионы хаттов проводили первые 50 лет своей жизни в специальном «мешке» и не имели сформировавшегося сознания. Перед появлением на свет уровень интеллекта маленького хатта был сравним с интеллектом десятилетнего человека. Новорождённые хатты, именуемые «хаттятами», могли десятилетиями жить рядом со своими родителями, возвращаясь в свой «мешок» на время сна, отдыха или в состоянии испуга. Иногда другие хатты убивали хаттят, чтобы избежать конкуренции в будущем — как, например, Джабба убил ребёнка своей тёти Джилиак после её смерти. До своего 130-летия — возраста совершеннолетия — хатт не играл никакой роли и не имел статуса в обществе; ясно, почему захват власти Джаббой в возрасте 80 лет имел такой резонанс в обществе хаттов.

### Общественный строй
Империя Хаттов была могущественной организацией, контролировавшей обширную часть Внешнего Кольца, получившую название Пространства хаттов; неудивительно, что хаттский, родной язык хаттов, был широко распространён среди порабощённых ими рас. Несмотря на это, многие амбициозные хатты отправлялись в миры вне Пространства хаттов с целью стать криминальными баронами в пределах Республики, Империи и Новой Республики. Всем хаттам давали имя, состоявшее из названия клана, к которому они принадлежали, и фамилии (например, Джабба Десилиджик Тиуре, Борга Бесадии Диори,или Дурга Бесадии Тай). Однако среди хаттов, ушедших или исключённых из общества хаттов, был распространён обычай заменять имя клана и фамилию на приставку «Хатт», как было в случае «Джаббы Хатта» и «Гардуллы Хатта». У хаттов существует кастовое деление общества, где низшей кастой являлись х’анны.
Все авторитетные хатты имеют в подчинении до нескольких десятков мелких и крупных преступных синдикатов и своих собственных агентов — охотников за головами и ассасинов. Как правило, на одного хатта приходится 1 охотник за головами и несколько десятков ассасинов; разница в том, что хатты используют охотников для устрашения конкурентов, а также манипуляции и шантажа, а ассасинов — для устранения конкурентов. К тому же, хатты никогда не нанимают охотников: они устраивают состязания среди претендентов на этот пост, давая им различные задания по похищению и изредка убийству лишних лиц, и лишь самые талантливые могут стать полноправными охотниками за головами и работать на своего босса.

### Средства передвижения
В поздние годы жизни большинство хаттов становятся слишком толстыми для самостоятельного передвижения и, как следствие, прикованными к своим тронам или креслам. Более подвижные хатты либо ползали, как змеи, либо «ходили» на своей единственной «ноге», используя брюшные мышцы, толкавшие их вперед. Остальные хатты чаще использовали грависани, если хотели отправиться куда-то. Также менее подвижные хатты использовали для передвижения гравистулья — например, Ааррба. Наиболее богатые и могущественные хатты имели собственные роскошные репульсорные яхты (такие, как, «Кхетанна», личная яхта Джаббы Хатта), которые часто использовали для показательных выездов с целью осмотра владений или просто поездки куда-нибудь.

## История
Хатты произошли с планеты Варл, система Ардос. Варл также являлся домом для расы т'ланда тиль, дальних родственников хаттов. По древней хаттской легенде, Варл вращался вокруг двух солнц: Эвоны и Ардоса. Этим двум небесным светилам хатты поклонялись как божествам. Случилось так, что Эвону поглотила чёрная дыра, а Ардос взорвался, в результате чего высвободившиеся газы вкупе со взрывной волной уничтожили звёздную систему; по неизвестной причине Варл выжил, хотя его атмосфера была разрушена, а биосфера безвозвратно утеряна. Планета превратилась в одну большую пустыню, орошаемую лишь кислотными дождями. Выжившие хатты вскоре покинули свою родную планету, более непригодную для жизни.
Эта история воспринимается больше как легенда, нежели реальное событие. Распространено мнение, что на самом деле хатты сами разрушили Варл за время некой древней войны. Результаты исследований подтвердили, что испещрённый кратерами Варл действительно раньше был красивым цветущим миром. Помимо этого, Варл был уникален в том плане, что вращался не вокруг звезды, а вокруг белого карлика, Ардоса. Скопления астероидов, найденные рядом с планетой, предположительно являются останками лун Варла, существование которых доказано работой исследователей Архивов Баобаба — об этом свидетельствует множество записей о «поиске хаттских артефактов на лунах Варла».
В 26.000 ДБЯ хатты и т’ланда тиль мигрировали через весь космос на планету Эвокар в системе Й’Туб. Эту планету хатты назвали Нал Хаттой, что в переводе с хаттского означает «Прекрасная жемчужина». Окончательно решив, что Эвокар подходит для роли их нового дома, они начали торговать с коренными жителями, расой эвокийцев, продавая свои технологии в обмен на территории. Хатты продолжали так делать, пока эвокийцы не осознали, что они почти полностью продали родную планету. Дворцы, парки и прочие хаттские постройки были разбросаны по всей поверхности Эвокара, и эвокийцы ничего не могли с этим поделать.
Они решили обратиться с жалобой в Галактическую Республику, но Республика не хотела портить своих хороших отношений с хаттами. Таким образом, эвокийцев просто вывезли с Эвокара, всех сразу, и переселили на пятую луну планеты, которая позже станет известна как Нар Шаддаа, «Луна Контрабандистов».
На Нар Шаддаа эвокийцы начали мутировать, в основном из-за биологических технологий, которые практиковались на луне. Считалось, что эвокийцы полностью вымерли, не сумев выжить в загрязнённой атмосфере луны, но это было не совсем так. Их потомки выжили, скрываясь на нижних уровнях Луны Контрабандистов. Вскоре Нал Хатта и Нар Шаддаа начали процветать благодаря своему расположению на пересечении торговых путей и умелой политике хаттов. Торговые пути расширялись, и через некоторое время Нар Шаддаа стала великолепным прибежищем для контрабандистов, пиратов и других личностей, имевших проблемы с законом.
На ранних этапах развития межзвёздных технологий хатты основали Империю, бо́льшую часть территории которой составляли миры Внешнего кольца. Часть систем Среднего кольца также входила в их сферу влияния. Империя граничила с Тионским скоплением, и между ними часто происходили военные столкновения.
В 25.130 году ДБЯ к власти в Тионском скоплении пришёл Ксим Деспот, который вплоть до 25.100 года ДБЯ пытался покорить хаттов и править скоплением Си’Клаата. Одним из наиболее ужасных событий Хаттско-ксимского конфликта стало полное разорение некогда процветающего мира Ко Вари в 25.105 году ДБЯ. Однако, Империя хаттов заключила пакт с никто, клатуинцами и водранами, что позволило им получить в распоряжение новую армию рабов. Именно эта армия приняла участие в Третьей битве за Вонтор (приблизительно в 25.100 году ДБЯ), которая стала решающим шагом в победе хаттов в войне.
После битвы хатты, никто, клатуинцы и водраны подписали Вонторский договор, по которому весь сектор Си’Клаата вошёл в состав Империи хаттов. Согласно тионийским историкам, Ксим был убит на Вонторе, однако в действительности он сгинул в подземельях Эвокара в 25100 году ДБЯ.
Во время Тионской войны 24000 года ДБЯ Галактической Республике с помощью своих агентов удалось подорвать политическую стабильность Империи хаттов изнутри; поэтому Республика сумела выйти победителем в войне против Непогрешимого Союза (одного из государств, выросшего на обломках империи Ксима Деспота спустя век после его смерти). Однако это лишь увеличило раскол между хаттами и тионцами.
В определённый момент времени Империя хаттов распалась: к этому привели многочисленные клановые междоусобицы. Территория, ранее принадлежавшая одному государству, стала известна под названием Пространство хаттов.

## Язык
Родной язык Хаттов (huttese) является лингва-франка криминального мира во вселенной Звёздных войн. Все прочие языки хатты презирают; никто из них не снизойдёт до того, чтобы говорить на чужом языке, и поэтому при каждом мало-мальски состоятельном хатте непременно имеется переводчик; исключением являлся Зиро Хатт, разговаривающий на межгалактическом языке.